# 愛媛県薬剤師会
一般社団法人愛媛県薬剤師会（いっぱんしゃだんほうじんえひめけんやくざいしかい、英称: Ehime Pharmaceutical Association）は、愛媛県知事所管の愛媛県の薬剤師を会員とする法人。

## 本部所在地
〒790-0003 愛媛県松山市三番町7-6-9

## 郡市薬剤師会
- 松山支部
- 宇摩支部
- 新居浜支部
- 西条支部
- 今治支部
- 大洲支部
- 八幡浜支部
- 宇和島支部